# Финик пальчатый
Финиковая пальма (собственно финиковая пальма — в отличие от названия рода), или Финик пальчатый (лат. Phoenix dactylifera) — вид деревьев из рода Финиковая пальма семейства Пальмовые (Пальмы).

## Биологическое описание
Финик пальчатый — дерево с прямым стволом, покрытым остатками листовых черешков. Деревья достигают высоты 15—26 метров (изредка 30 м).
Листья, перистые, приподнятые, длиной до 6 метров, расположены пучком на вершине ствола.
Цветки однополые, собраны в метельчатые соцветия, ветроопыляемые.
Плод — финик, продолговатая костянка длиной до 8 см и шириной до 4 см.
Выдерживает температуру до −14 °С.

## Культивирование
Плоды — финики, на протяжении тысячелетий остаются одним из основных видов пищи в странах Ближнего Востока и Северной Африки. В Индии убеждены, что первыми финиковую пальму одомашнили носители индской цивилизации. В Месопотамии, которая традиционно считается родиной финиковой пальмы, обнаружены свидетельства возделывания этого дерева за 4 тыс. лет до н. э. В Древнем Египте финики использовались как сырьё для производства вина. С появлением оросительных систем в Хадрамауте (Йемен), у Вади-Хадрамаут, финик пальчатый стали культивировать и там.
В наше время основными поставщиками фиников на мировой рынок являются страны Северной Африки, главным образом Алжир и Тунис.
Финики употребляются в свежем, сушеном и вареном виде, из муки пекут хлеб. Сок свежих фиников используется для изготовления «финикового мёда» и финикового напитка. Из поджаренных семян изготавливают суррогаты кофе. Также финики используют для корма верблюдов, лошадей и собак.
Но финиковые пальмы культивируют не только ради плодов. Стволы финиковых пальм используют как строительный материал, из них изготавливают балки, столбы, двери в хижинах. Листья используют как кровельный материал. Волокна коры пальм и листовых жилок используются для изготовления канатов, верёвок, мешков, корзин. Пакля используется при изготовлении подушек, матрацев. Верхушечные почки и цветочные обвёртки используются как «пальмовая капуста». В пищу также употребляют сердцевину молодых растений, имеющую миндальный вкус. Из голубовато-белого сладкого сока финиковой пальмы получаемого при надрезе ствола или соцветия пальмы получают сахар и изготавливают пальмовое вино (лакби).

## Галерея
- Сбор плодов финиковой пальмы
- Сбор сока финиковой пальмы
- Стволы финиковой пальмы используются как строительный материал
- Гроздь фиников на пальме, зрелые плоды, сушёные плоды, семена
- Строение семени
- Поперечный спил ствола финиковой пальмы
- Джем из фиников
- Сироп из фиников
- Финики с марципаном
- Запечённые финики с беконом
- Ассирийский барельеф датируемый 640-620 гг. до н. э.
- Проросшее семя финиковой пальмы
- Сеянец финиковой пальмы
- Молодая плодоносящая пальма

### Сорта
1. Меджул
2. Деглет Нур
3. Захиди
4. Бархи
5. Халави
6. Хадрави
7. Тури
8. Дайри
9. Халлас
10. Эмпресс
11. Фард
12. Блэк Сфинкс
13. Хайяни
14. Абу Захра
15. Заглул
16. Суккари
17. Аджва
18. Сагай
19. Джули